# Álvaro Gomes
José Álvaro Fonseca Gomes, mais conhecido como Álvaro Gomes CBJM (Tapiramutá, 8 de julho de 1958) é um farmacêutico, bancário e político brasileiro, condecorado com a mais alta honraria do Estado da Bahia.

## Biografia
É formado em Farmácia, desde 1985, pela Universidade Federal da Bahia. Em 05 de janeiro de 2015 renunciou ao mandato de Deputado Estadual, para assumir  o cargo de Secretário do Trabalho, Emprego, Renda e Esporte do Estado da Bahia.
Oriundo do movimento sindical foi presidente  do Sindicato dos Bancários da Bahia (1987-1996 e de 1999-2002); presidente da Federação dos Bancários BA-SE, 1996-1999 e  vice- presidente da CUT-BA, 1997-2000, entre outros cargos, havendo assumido o cargo de Deputado Estadual por três mandatos consecutivos.
Em 10 de setembro de 2015 recebeu a mais alta honraria da Assembleia Legislativa da Bahia, a comenda de Cidadão Benemérito da Liberdade e da Justiça Social João Mangabeira, que é concedida a brasileiros reconhecidamente dedicados às causas nobres, humanas e sociais que tenham resultado no desenvolvimento político e socioeconômico do Brasil, melhorando significativamente a vida das pessoas.